# Trolltjärnen (Idre socken, Dalarna)
Trolltjärnen är en sjö i Älvdalens kommun i Dalarna och ingår i Dalälvens huvudavrinningsområde. Sjöns area är 0,06 kvadratkilometer och den befinner sig 787 meter över havet.